# اتوپیا ۱۲۸۲
سیارک ۱۲۸۲ (به انگلیسی: 1282 Utopia، نامگذاری:1933QM1) هزار و دویست و هشتاد و دومین سیارک کشف شده‌است که در ۱۷ اوت ۱۹۳۳ کشف شد.
قدر مطلق سیارک برابر ۱۰٫۰۰ است.